# فرودگاه گرینویل
فرودگاه گرینویل (به انگلیسی: Greenville Airport) یک فرودگاه همگانی بهره‌برداری هوایی با کد یاتا GRE است که یک باند فرود آسفالت دارد و طول باند آن ۱۲۲۰ متر است. این فرودگاه در کشور ایالات متحده آمریکا قرار دارد و در ارتفاع ۱۶۵ متری از سطح دریا واقع شده‌است.